# فرودگاه اوست‌ولد
فرودگاه اوست‌ولد (به انگلیسی: Oostwold Airport) (به زبان بومی: Vliegveld Oostwold) یک فرودگاه همگانی است که یک باند فرود چمن و بتن دارد و طول باند آن ۸۸۰ متر است. این فرودگاه در کشور هلند قرار دارد و در ارتفاع ۱ متری از سطح دریا واقع شده است.